# Opera Magna
Opera Magna é uma banda de power metal sinfônico da Espanha, criada em 1997 por Enrique e Javier.

## História
Em 2009, a banda participou da gravação do tributo "HelloRay: A Tribute To Helloween & Gamma Ray", dedicado às bandas Helloween e Gamma Ray e lançado pela Epicus Records, com a canção "Anywhere In The Galaxy", originalmente lançada pelo Gamma Ray no álbum Powerplant.
Em 2010, a banda lançou o álbum Poe, baseado na obra de Edgar Allan Poe. Com esse lançamento, a banda se consolidou como uma das bandas de metal com maior aceitação na Espanha, conseguindo também repercussão internacional.

## Membros
- Adrián Romero - Bateria
- Alejandro Penella - Baixo
- Enrique Mompó - Guitarra
- Fernando Asensi - Técnico de som
- F. Javier Nula - Guitarra rítmica
- Jose Vicente Broseta - Voz
- Rubén Casas - Teclados

## Discografia
- Demo Horizontes de Gloria - 2003
- El Último Caballero - 2006
- Poe - 2010
- Del Amor y otros Demonios.Acto.1 (EP) - 2014
- Del Amor y otros Demonios.Acto.2 (EP) - 2015
- Del Amor y Otros Demonios.Acto.3 (EP) - 2019
- Del Amor y Otros Demonios (Compilação) - 2019
- What Was Dreamt And Lived (EP) - 2022
- Where Once Was Beating My Dark Heart (EP) - 2022
- Wound Of Love (EP) - 2023